# フィア・オブ・ミュージック (バンド)
フィア・オブ・ミュージック (Fear Of Music) は、イギリス、マンチェスター出身のインディ/オルタナティヴ・ロックバンド。
バンドはジョー・ローズ、アリ・エスマール、クリス・スタンリーによって2001年に結成。

## 来歴
- 2004年 - A Strange Kind of Terror EPをリリース。
- 2005年 - Fear of Music EPをリリース。そしてSony/BMGレコードと契約。
- 2006年 - レディオヘッド、ストーン・ローゼズなどで知られるジョン・レッキーのプロデュースでFast.Faster.Fastest. EPをリリース。
- 2007年 - We Are Not The Enemy EP（プロデューサーはDimitri Tikovoi）をリリース。5月にはマニック・ストリート・プリーチャーズと6日間のツアーを行う。
そして9月にドラマーのクリスが脱退し新しくリック・モーガンが加わった。
2007年中ごろからDimitri Tikovoiと共にデビューアルバムActor/Actressをレコーディングを始める。
- 2008年 - 6月にファーストシングルとしてFirst to Goがリリースされ、8月11日、彼らのデビューアルバムActor/Actressがリリースされる。
しかし、Sony/BMGレコードとの契約解消されたことが明らかになった。

10月14日、マイスペース、公式サイト上で解散を発表した。